# پت نیکسون
تلما کاترین پت راین نیکسون (به انگلیسی: Thelma Catherine "Pat" Ryan Nixon) (۱۶ مارس ۱۹۱۲ – ۲۲ ژوئن ۱۹۹۳)، همسر ریچارد نیکسون، سی و هفتمین رئیس‌جمهور ایالات متحده آمریکا بود که به عنوان بانوی اول آمریکا از سال ۱۹۶۹ تا ۱۹۷۴ شروع به خدمت کرد. او با نام پت نیکسون شناخته می‌شود.

## زندگی‌نامه
او در نوادا به دنیا آمد ولی در لوس آنجلس کالیفرنیا رشد یافت.
او در سال ۱۹۲۹ از دبیرستان فارغ‌التحصیل شد و سپس وارد جونیور کالج فولرتون و بعد از آن دانشگاه جنوبی کالیفرنیا شد. او خرج تحصیل خود را با اشتغال در شغل‌های مختلفی از جمله مدیریت داروخانه، تایپیست، تکنسین عکس برداری (پزشکی) به دست می‌آورد.
در سال ۱۹۴۰ او با ریچارد نیکسون که در آن زمان وکیل بود ازدواج کرد. آنها صاحب دو دختر شدند.
او به عنوان بانوی آمریکا، ابتدا چندین مرکز خیریه را بنیان نهاد.
او جمع‌آوری بیش از ۶۰۰ قطعهٔ تاریخی هنری برای کاخ سفید را مدیریت کرد که به عنوان بزرگترین مجموعه در بین مقرهای حکومتی است.

## زیرنویس
1. ↑  Richard Nixon
2. ↑  First Lady of the United States
3. ↑  Fullerton Junior College
4. ↑  University of Southern California